# Association de jeunes pour l'entretien et la conservation des trains d'autrefois
L'Association de jeunes pour l'entretien et la conservation des trains d'autrefois (AJECTA), est établie depuis 1971 au dépôt de Longueville, en Seine-et-Marne. Elle sauvegarde et restaure du matériel roulant ferroviaire et gère sur le même site un musée vivant du chemin de fer.

## Histoire
L'AJECTA est fondée en 1968 par des personnes passionnées par le matériel roulant ferroviaire. Cette association a pour but la préservation du patrimoine ferroviaire français, dont elle expose diverses pièces restaurées dans son musée.
De par sa riche collection, le musée sert également de lieu de tournage à de nombreux films ainsi qu'à des clips. Le matériel de l'AJECTA apparaît régulièrement dans des productions françaises ou internationales.

## Galerie de photographies

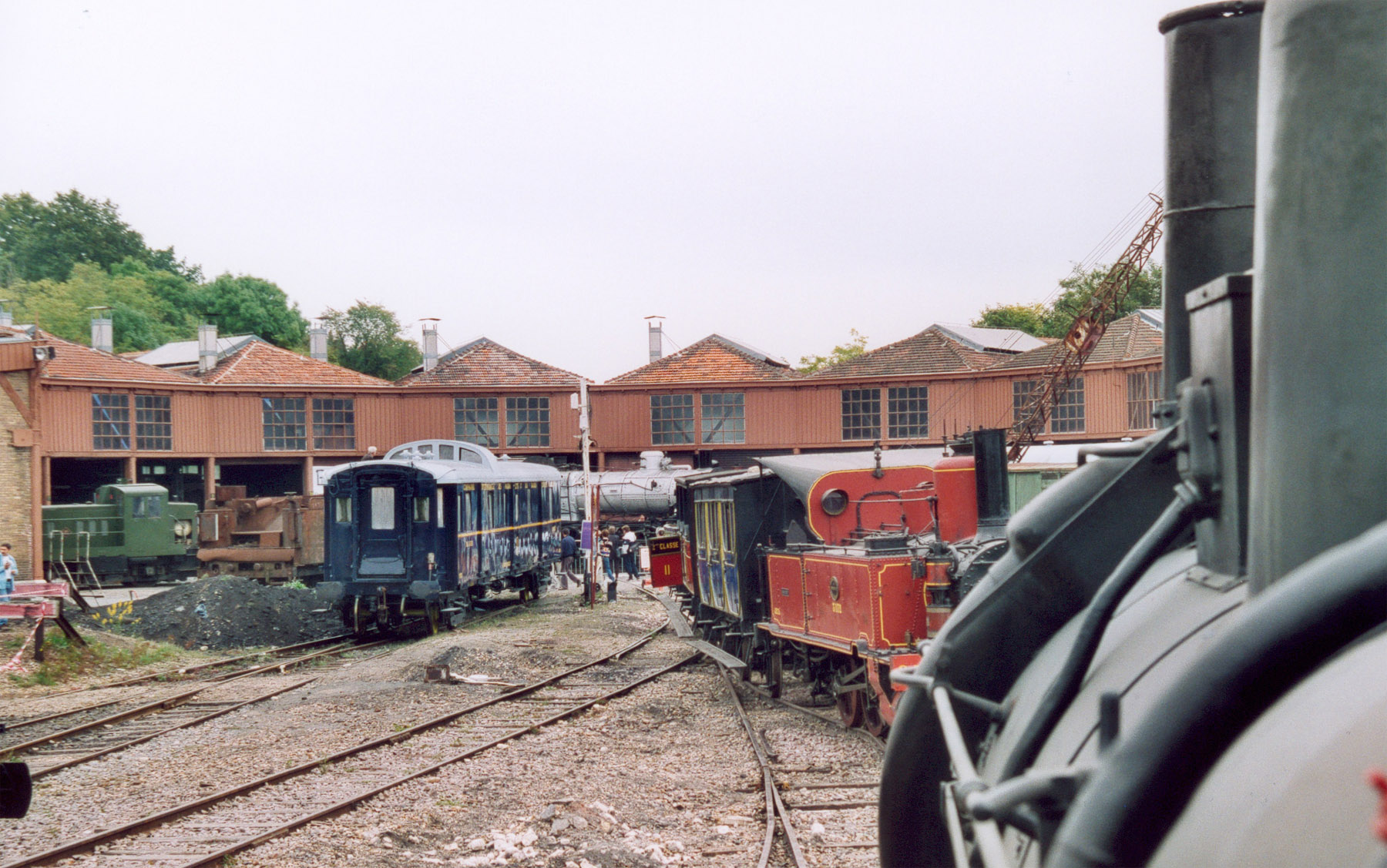
Ancien dépôt de Longueville devenu musée.
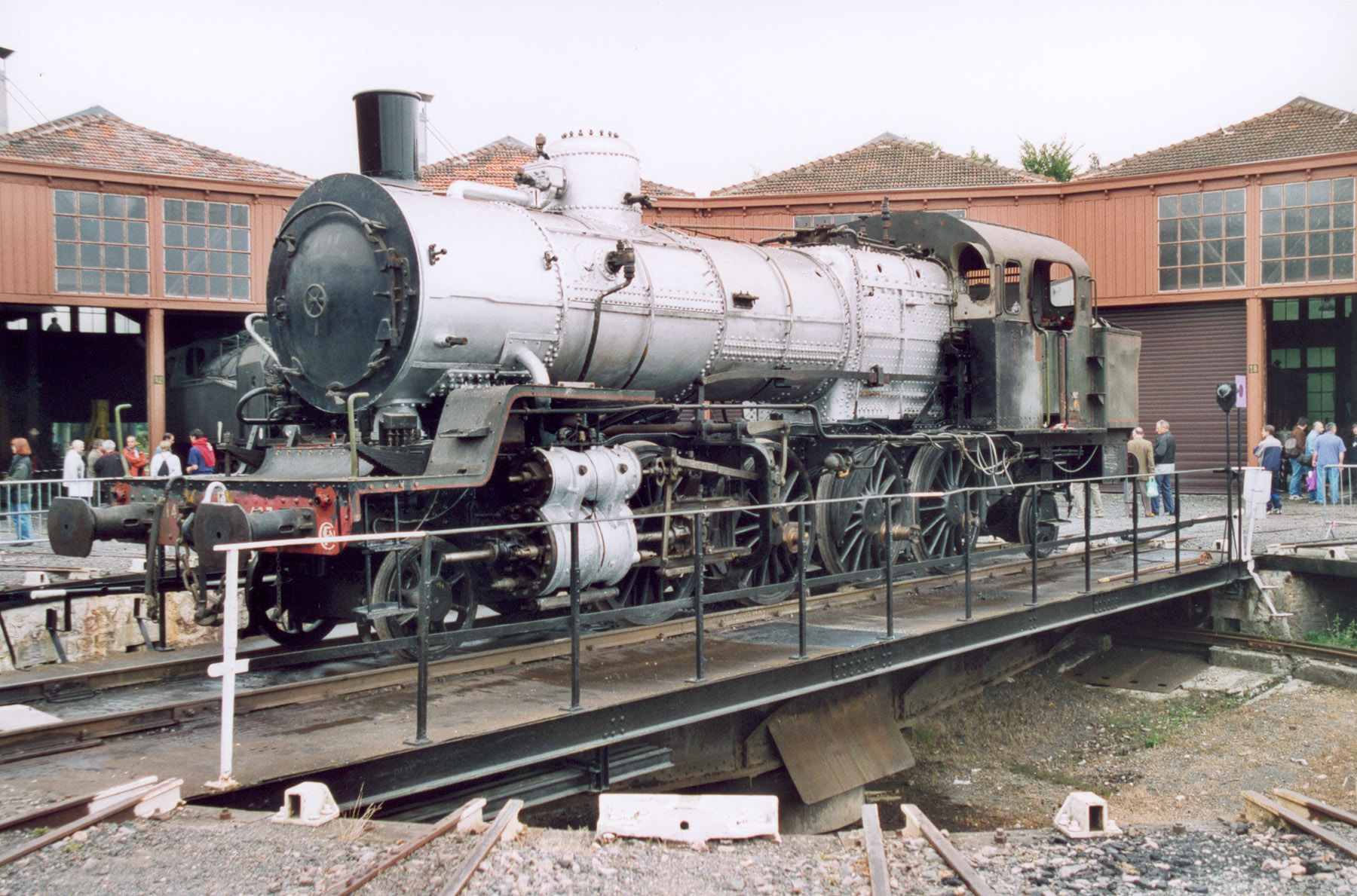
Locomotive sur le pont tournant du dépôt.
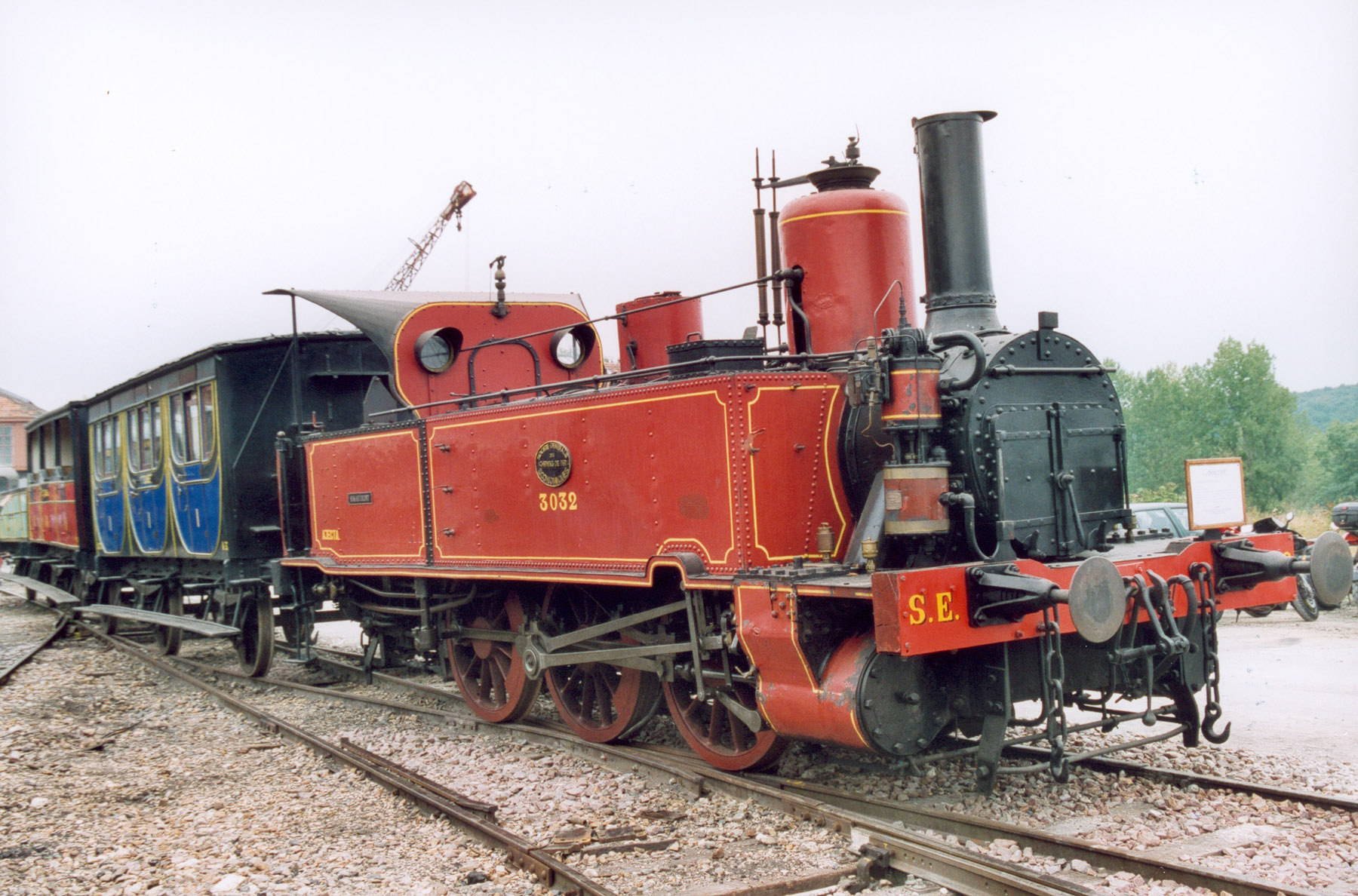
Locomotive 030 T no 3032 « Rimaucourt ».
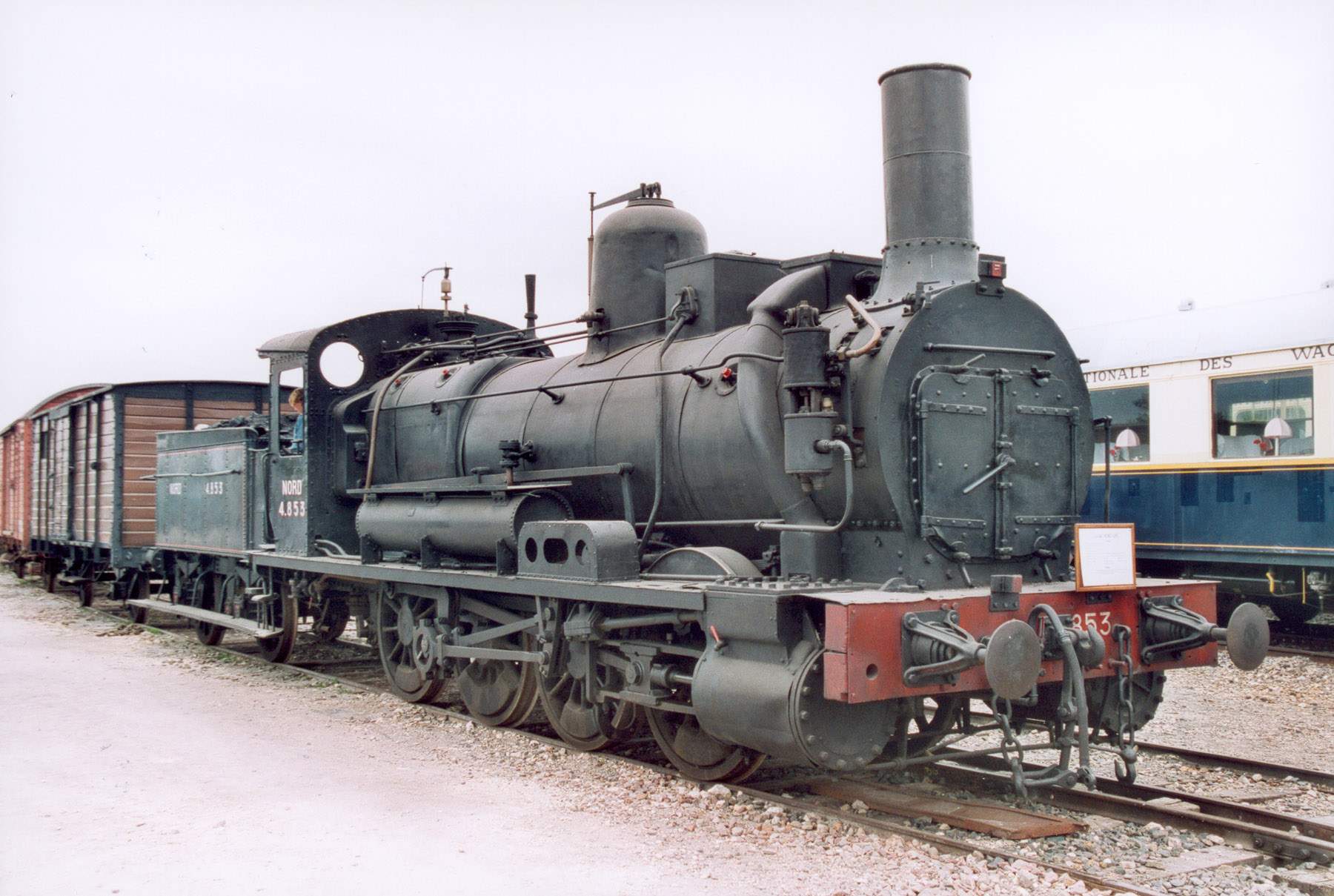
Locomotive type 040 no 4853 Nord.